# Sten Gustavsson (Tre Rosor)
Sten Gustavsson  (Tre Rosor), död maj 1590 i Stockholm, var en svensk greve.

## Biografi
Sten Gustavsson (Tre Rosor) var son till greve Gustav Johansson (Tre Rosor) och friherrinnan Cecilia Gustafsdotter (Stenbock). Han levde på sina gods och vistades ibland på hovet. Sten Gustavsson avled 1590 i Stockholm.

### Egendom
Gustav Johansson var greve till Bogesunds stad och herre till Haga slott.

### Familj
Sten Gustavsson gifte sig 1588 i Kalmar med Brita Johansdotter (Bielke) (1570–1599), dotter till riddare och riksrådet Johan Axelsson (Bielke) och Margareta Axelsdotter (Posse). De fick tillsammans sonen Johan Stensson (Tre Rosor).